# 永野正史
永野 正史（ながの まさし、1958年 - ）は日本の内科医師、練馬桜台クリニック院長。

## 経歴
福岡県生まれ。福岡県立筑紫丘高等学校卒業。1985年、佐賀医科大学医学部医学科卒業。1985-92年、三井記念病院内科腎センターに勤務する。
1991年、三井記念病院の「内科レジデントマニュアル」作成に関わった若手医師グループを中心に、良質の医療の提供、医師と患者の信頼関係の向上、そして開かれた医療を目指し、一般向けに医療情報を提供する医療専門職の研究会「メディカル・ブレイン」を結成する。メディカル・ブレインでは会員制の医療相談サービスを行い、良質の医療の提供と、医師と患者の信頼関係の向上をはかる方法を模索・研究する。
1992年、敬愛病院に移る。1996年には同病院の副院長となる。1999年、全国15万件の医療機関データベースを構築し、NHK情報ネットワーク（NHK-JN）と提携して、インターネットによる医療情報提供サービス“あんしんドクター情報”を開始する。
2000年3月、医療のIT化を推進するベンチャー企業の株式会社イーホープを設立する。
2002年、それまでにメディカル・ブレインで培ってきたノウハウを活用して、開業医向け電子カルテシステム「あんしんチャート」を発売する。
2003年2月、自分の満足する医療を行うために東京都練馬区に「練馬桜台クリニック」を開院する。同クリニックには「あんしんチャート」が導入されている。

## 信条
信条は「一人は皆のため、皆は一人のため」。

## 資格
- 日本透析医学会認定専門医、指導医
- 日本腎臓学会認定専門医
- 日本内科学会認定専門医
- 身体障害者福祉法指定医

## 著書
- 医者からみた「脳内革命」の噓（データハウス、1997）
- 患者よ、がんと闘おう! : 命を延ばす治療、寿命をけずる治療（ベストセラーズ、1997）
- あなたの寿命判定法 : 自分の死亡予定日がわかる（データハウス、1997）
- 医者からもらったカルテがわかる本 : カルテの見方がわかれば医療ミスが防げ安心して診察が受けられる（マキノ出版、2000）
- 透析読本（イーホープ、2006）
- 帯状疱疹、肝炎、インフルエンザのウイルスには、これだ！（小島保彦 監修、ぶんぶん書房、2010）ISBN 9784938801823
- 健康はあなたの体が知っている：元気がみなぎる「本能型生活」のすすめ　（サンマーク出版、2012）